# Dounia Batma
Dounia Batma arab. دنيا بطمة (ur. 1 kwietnia 1991 w Casablance) – marokańska piosenkarka.

## Życiorys
Batma urodziła się i wychowała w dzielnicy Hay Mohammedi, we wschodniej części miasta Casablanca. Pochodzi z muzycznej rodziny. Jej ojciec Hamid Batma grał w różnych zespołach, a wuj Laarbi Batma to frontman marokańskiej grupy muzycznej Nass El Ghiwane. Po ukończeniu szkoły średniej, studiowała turystykę. Przerwała naukę, z powodu kariery muzycznej. W 2010 roku, w wieku 18 lat Batma wzięła udział w marokańskim programie Studio 2M, docierając do półfinału. Następnie wydała singiel Aalash Tgheeb, który nie przyniósł oczekiwanych sukcesów, dlatego zdecydowała się na udział w arabskiej wersji programu Idol. 8 września 2011 w Casablance Batma wzięła udział w przesłuchaniach do programu. Wykonała utwór La Tfaker (tunezyjskiej wokalistki Thekry) i ostatecznie dostała się do finału. 24 marca 2012 przegrała z egipską wokalistką Carmen Suleiman, zajmując drugie miejsce.